# Iuventa Michalovce
Iuventa Michalovce este un club slovac de handbal din Michalovce, care evoluează în Slovensko-česká interliga hádzanárok (WHIL), un campionat internațional organizat pentru echipele cehe și slovace.

## Nume anterioare
- 1976-1992: TJ Odeva Michalovce
- 1992-1997: ŠK Zekon Michalovce
- 1997-2000: ŠK Zekon-Nafta Michalovce
- 2000-2001: ŠK Zekon Michalovce
- 2001-2003: ŠK Zekon PSJ-Chemkostav Michalovce
- 2003-prezent: IUVENTA Michalovce

## Palmares
- Campionatul Slovaciei:
  - Câștigătoare: 2003, 2006, 2007, 2011, 2012, 2013
  - Finalistă: 2005, 2009, 2010
- Cupa Slovaciei:
  -  Câștigătoare: 2003, 2008, 2011, 2013
- Interliga Ceho-Slovacă:
  - Câștigătoare: 2005, 2006, 2007, 2009

## Lotul de jucătoare

### Lotul actual
Echipa în sezonul 2013–14 
| Portari - Viktória Petróczi - Adriana Medveďová Extreme - Terézia Szöllösiová - Maria Holešová - Tetyana Trehubova Pivoți - Dominika Horňáková - Michaela Kovaličková - Patrícia Wollingerová | Linia de 9 metri - Marianna Rebičová - Lucia Tobiášová - Radoslava Vargová - Zuzana Piskayová - Veronika Habánková - Tanja Kiridžić - Jelena Marković - Laura Gerič - Mária Olšovská - Sofia Nagyová |  |

## Staff tehnic
| Nume           | Naționalitate | Ocupație           |
| -------------- | ------------- | ------------------ |
| Ján Packa      | Slovacia      | Antrenor principal |
| Martin Bumbera | Slovacia      | Antrenor secund    |
| Ján Džavan     | Slovacia      | Medic              |
| Pavol Werfer   | Slovacia      | Fizioterapeut      |

## Manager general
| Nume            | Naționalitate | Ocupație        |
| --------------- | ------------- | --------------- |
| Gabriel Dorič   | Slovacia      | Președinte      |
| Stanislav Janič | Slovacia      | Vicepreședinte  |
| Michal Kandala  | Slovacia      | Vicepreședinte  |
| Jaroslav Čúrny  | Slovacia      | Manager sportiv |